# Mount Anderson
Mount Anderson – szczyt w USA, w stanie Waszyngton (Hrabstwo Jefferson), położony 75 km na zachód od Seattle. Jest to jeden z wyższych szczytów gór Olympic Mountains. Szczyt leży na centrum Parku Narodowego Olympic, w masywie Anderson, 30 km na wschód od Mount Olympus. Nazwę szczytowi nadano dla uczczenia Thomasa M. Andersona, bohatera wojny filipińsko-amerykańskiej.
Ze szczytu spływają dwa duże lodowce, od północy Eeel Glacier i od południa Andreson Glacier. Na wierzchołek można się wspiąć pokonując 38 km szlak (w tym około 1 km po lodowcu) wiodący z Dosewallips